# Universidad Nacional de Colombia sede Tumaco
La Universidad Nacional de Colombia sede Tumaco (o sede Pacífico) es una sede de presencia nacional de la Universidad Nacional de Colombia, ubicada en el municipio de Tumaco. Fue establecida por el Consejo Superior Universitario en 1997.